# Sovela

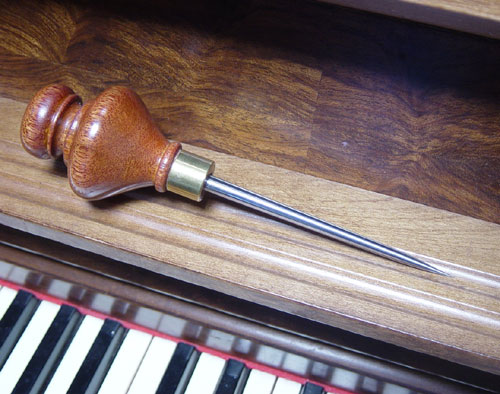
Uma sovela sobre um piano

A sovela é uma ferramenta utilizada em curtumes e marcenarias que é usada para fazer um furo no couro, por onde, posteriormente uma linha com agulha será adentrada para costura.
Na Bíblia, em Êxodo 21:6 há uma referência a uma sovela para perfurar a orelha de um servo que não queira ser libertado, ficando assim marcado como pertencendo ao seu amo.